# Оґродники (Сейненський повіт)
Оґродники (пол. Ogrodniki) — село в Польщі, у гміні Сейни Сейненського повіту Підляського воєводства.
Населення — 60 осіб (2011).
У 1975-1998 роках село належало до Сувальського воєводства.

## Демографія
Демографічна структура станом на 31 березня 2011 року:
|          | Загалом | Допрацездатний вік | Працездатний вік | Постпрацездатний вік |
| -------- | ------- | ------------------ | ---------------- | -------------------- |
| Чоловіки | 31      | 6                  | 20               | 5                    |
| Жінки    | 29      | 3                  | 16               | 10                   |
| Разом    | 60      | 9                  | 36               | 15                   |